# 中井重文
中井重文（8月28日—），日本男演員、配音員。劇團Lilliput-Army II所屬。出身於大阪府。

## 演出作品

### 電視劇
- 連續電視小說·雙胞胎（日语：ふたりっ子）（張文潤）

### 舞台
- 天外奇譚
- 「見合」

### 遊戲
- REAL BOUT 餓狼傳說系列（唐葫蘆、陳秦山）
- 月華劍士系列（玄武之翁）

2005年
- 格鬥天王XI（唐葫蘆）
- NeoGeo Battle Coliseum（日语：ネオジオバトルコロシアム）（唐葫蘆）

### 電台廣告
- 梅田
- 株式會社久保田

## 腳註

### 來源
1. 1 2 3  《「餓狼」》，第107頁，新聲社，1997年（平成9年）6月9日發行 ISBN 4-88199-345-3